# 大智街道
大智街道是中华人民共和国湖北省武汉市江岸区下辖的一个街道办事处。东起黄石路，西至江汉路，北临京汉大道，南到中山大道。面积0.48平方公里。有常住人口近四万人。街道办事处驻铭新街18号。

## 行政区划
大智街道下辖以下村级行政区划单位：
德润社区、保成社区、泰宁社区、先锋社区、吉庆社区、铭新社区和韩家社区。